# ジョージア・テイラー＝ブラウン
ジョージア・テイラー＝ブラウン（英: Georgia Taylor-Brown、1994年3月15日 - ）はイギリスのトライアスロン選手。 2020年東京オリンピックトライアスロン混合リレー金メダリスト、女子個人銀メダリスト。2022年大英帝国勲章受章。

## 経歴
1994年、イングランドのマンチェスターで生まれる。父親のDarryl Taylorは元陸上競技800m英国代表、母親のBevは水泳選手という、スポーツ一家のもとで育てられた。ジョージアもまた、5歳の時から水泳を始めた。12歳の時に陸上を始め、学校代表に選ばれた。後に彼女はトライアスロンへ照準を合わせ、英国トライアスロンオリンピック強化選手となった。
2012年、リーズのリーズ・ベケット大学へ進学しスポーツ科学を学ぶ。この年、世界ジュニアデュアスロン選手権で優勝した。
2013年、世界ジュニアトライアスロン選手権で2位。
2018年、世界トライアスロンシリーズでは年間総合3位となる。2019年も年間総合3位。
2020年、世界トライアスロンシリーズで唯一開催されたハンブルグ大会で優勝し、年間優勝となった。
2021年、東京オリンピックでは個人と混合リレーに出場。個人ではバイク最終周でパンクするアクシデントに見舞われながらも先頭との差を縮め、銀メダルを獲得した。4日後に行われた五輪新種目の混合リレーでは、英国チームで3番手を務め、金メダルに輝いた。